# Амир Шапурзадех
Амир Шапурзадех (на персийки: امیر شاپورزاده, правопис по Американската система BGN Amir Shapourzadeh, роден на 19 септември 1982 г. в Техеран, Иран) е ирански футболист, национал и нападател, който към момента играе за немския Ханза (Рощок).

## Клубна кариера
Още като е малко дете Амир заедно с родителите си напускат Иран и емигрират в Германия. Започва състезателната си кариера като юноша в отбори от аматьорските дивизии на Германия.
През 2002 г. той подписва с Хамбургер ШФ правейки първата си крачка в професионалния футбол. За негово огромно съжаление той не успява да пробие в първия отбор и играе за втрория отбора на Хамбургер ШФ изигравайки 29 мача. През сезон 2004-2005 е продаден в резервния отбор на друг немски тим Ханза Росток. Във втория отбор играе само един сезон и през сезон 2005-2006 вече взима дейно участие в представителния отбор на „Ханза“. Има три изиграни срещи за националния отбор на Иран.